# Hypoplexia conjuncta
Hypoplexia conjuncta är en fjärilsart som beskrevs av George Francis Hampson 1908. Hypoplexia conjuncta ingår i släktet Hypoplexia och familjen nattflyn. Inga underarter finns listade i Catalogue of Life.